# Думерк, Жан-Пьер
Жан-Пьер Думерк (фр. Jean-Pierre Doumerc; 1767—1847) — французский военный деятель, кавалерист, дивизионный генерал (1811 год), барон (1808 год), участник революционных и наполеоновских войн. Имя генерала выбито на Триумфальной арке в Париже.

## Биография
Родился в семье счетовода Жана Думерка (фр. Jean Doumerc; 1729—1772) и его супруги Марии Саломон (фр. Marie Salomon; 1733—).
Начал военную службу 23 декабря 1783 года добровольцем в полку драгун Дофина. 3 января 1788 года вышел в отставку.
15 сентября 1791 года вернулся к активной службе в рядах 4-го конно-егерского полка в звании младшего лейтенанта. 17 сентября 1792 года произведён в лейтенанты. 4 декабря 1793 года стал адъютантом генерала Пишегрю. 25 сентября 1794 года получил звание командира эскадрона. 8 ноября 1794 года переведён в 11-й кавалерийский полк, а 7 декабря 1795 года вновь вернулся в 4-й конно-егерский.
3 сентября 1799 года получил звание командира бригады (полковника), и возглавил 9-й кавалерийский полк (с 24 сентября 1803 года – 9-й кирасирский), который числился в составе Рейнской армии. 18 сентября 9-й с боем переправился через Рейн в Мангейме. 24 октября генерал Лекурб, командующий Рейнской армии, сформировал кавалерийскую дивизию д’Опуля, в которую вошёл 9-й полк. Действовал в составе бригады Нансути вместе с 6-м кавалерийским, полк отличился 5 мая 1800 года при Мескирхе, 19 июня 1800 года при Хёхштадте и 3 декабря 1800 года при Гогенлиндене.
20 марта 1802 года в Париже женился на Анне Руссо (фр. Anne Rousseau; 1781—1859), в браке с которой имел двух дочерей.
7 июня 1805 года его полк вошёл в состав 2-й бригады 1-й дивизии тяжёлой кавалерии генерала Нансути. Ведомые им кирасиры отличились в Ульмской кампании, в сражениях при Аустерлице и Йене. 1 октября 1806 года временно возглавил 2-ю бригаду в своей дивизии.
31 декабря 1806 года стал бригадным генералом и возглавил бригаду во 2-й драгунской дивизии Груши. 1 апреля 1807 года вернулся к командованию кирасирами и получил под своё начало 2-ю бригаду 1-й дивизии тяжёлой кавалерии, состоящую из 2-го и его старого 9-го кирасирских полков. Отличился в сражении при Фридланде. В Австрийской кампании 1809 года сражался во главе своей бригады при Абенсберге, Экмюле, Эсслинге и Ваграме. 31 марта 1810 года получил также должность инспектора кавалерийского депо 5-го военного округа. 4 сентября 1810 года временно возглавил 1-ю дивизию тяжёлой кавалерии.
30 ноября 1811 года произведён в дивизионные генералы, и назначен командиром 3-й кирасирской дивизии в Эрфурте. В ходе Русской кампании 1812 года действовал в составе 2-го армейского корпуса Великой Армии под началом маршала Удино. Отличился в сражении при Полоцке. При Березине нанёс поражение русской пехоте корпуса адмирала Чичагова. 6 февраля 1813 года его дивизия была приписана к 1-му кавалерийскому корпусу. Отличился в сражениях при Лютцене и Баутцене.
Под командованием маршала Мюрата французская кавалерия напала на изолированное левое крыло союзников при Дрездене. По причине постоянных дождей австрийский корпус Игнаца Дюлаи не имел возможности эффективно защитить себя из-за влажного пороха. В результате австрийский корпус был серьёзно изуродован неистовыми французскими всадниками при поддержке пехоты и артиллерии. Генерал Меско, командир одной из дивизий была захвачен в плен солдатом из 23-го драгунского полка Думерка. Ряд австрийских батальонов были разгромлены или вынуждены сдаться. Всего в этом секторе в руки французов попало 13 000 пленных.
В битве при Лейпциге 16 октября 1813 года Наполеон попытался разгромить Богемскую армию князя Шварценберга. В ходе дневных боёв Думерк принял командование 1-м кавалерийским корпусом после того, как Латур-Мобур получил тяжёлое ранение. После безрезультатных утренних боев французский Император приказал своей кавалерии пробить брешь в линии союзников в 14:00. Шварценберг подтянул австрийскую резервную кавалерию и сумел замедлить наступление французов. Около 14:30 Думерк заметил слабое место в обороне противника и направил на него 1-ю дивизию тяжёлой кавалерии Бордесуля. Атака быстро рассеяла два пехотных батальона, захватила 26 орудий и почти пробилась к российской ставке царя Александра I. Однако, прежде чем Мюрат или Думерк смогли оказать поддержку, Бордесуль был контратакован царским эскортом и крупными силами русских кирасиров. Решающий момент прошёл, и дневная битва закончилась тем, что союзники были отброшены к исходной линии, но остались целы. Принимал участие в сражениях при Ханау, Ла-Ротьере и Шампобере.
При первой реставрации Бурбонов занимал пост генерального инспектора кавалерии 9-го, 10-го и 11-го военных округов. Во время «Ста дней» присоединился к Императору и 20 апреля 1815 года был членом комиссии по проверке должностных назначений, произведённых королевским правительством. После второй реставрации был уволен 1 сентября 1815 года в отставку. С 30 декабря 1818 года состоял в резерве Генерального штаба. 1 января 1825 года вышел в отставку. После Июльской революции 1830 года назначен 7 августа 1830 года командующим 18-го военного округа в Дижоне. 7 февраля 1831 года вновь помещён в резерв штаба. 11 мая 1833 года окончательно вышел в отставку.
Умер 29 марта 1847 года в Париже в возрасте 79 лет, и был похоронен на кладбище Монмартр.

## Воинские звания
- Драгун (23 декабря 1783 года);
- Младший лейтенант (15 сентября 1791 года);
- Лейтенант (17 сентября 1792 года);
- Командир эскадрона (25 сентября 1794 года);
- Полковник (3 сентября 1799 года);
- Бригадный генерал (31 декабря 1806  года);
- Дивизионный генерал (30 ноября 1811 года).

## Титулы
- Барон Думерк и Империи (фр. baron Doumerc et de l'Empire; декрет от 19 марта 1808 года, патент подтверждён 2 августа 1808 года в Бордо)[3][4];
- Граф Думерк и Империи (фр. comte  Doumerc et de l'Empire; декрет от 3 сентября 1813 года, патент не подтверждён).

## Награды
Легионер ордена Почётного легиона (11 декабря 1803 года)
 Офицер ордена Почётного легиона (14 июня 1804 года)
 Коммандан ордена Почётного легиона (25 декабря 1805 года)
 Кавалер военного ордена Святого Людовика (1 июня 1814 года)
 Великий офицер ордена Почётного легиона (17 января 1815 года)
 Большой крест ордена Почётного легиона (4 мая 1833 года)